# Caméra multiplane
La caméra multiplane est un système amélioré au sein des studios Disney pour donner un effet de profondeur au dessin animé.  Le premier concept de caméra multiplane a été créé et testé par Lotte Reiniger pour son film Les Aventures du prince Ahmed (1926) mais le brevet a été officiellement déposé par Bill Garity en 1933 dans le cadre de son travail pour Disney. La première production est le court métrage Le Vieux Moulin (1937) de la série des Silly Symphonies.

## La technologie
Le système a été créé par Bill Garity,, ingénieur aux studios Disney en 1933 pour donner un effet de profondeur au dessin animé en utilisant plusieurs niveaux mobiles pour poser des cellulos.
Cette technologie a été utilisée pour la première fois sur Le Vieux Moulin (1937) et sur les longs métrages comme Blanche-Neige et les Sept Nains (1937), Pinocchio (1940), Fantasia (1940) et Bambi (1942).
Le développement de cette technologie aurait coûté à l'époque 70 000 USD.
Le système a été amélioré à partir de 1941 par Ub Iwerks, qui avait développé dans son propre studio une version à la disposition horizontale des différents supports. Après la fin de la production de Bambi, son usage sera sensiblement amoindri en raison de son coût et de ses délais d'utilisation.
À la demande Ron Miller qui avait entendu parler de la Dykstraflex utilisée sur Star Wars que le studio lance le développement du A.C.E.S, le système de Matte scan a été amélioré pour intégrer une caméra multiplane et plus de contrôle informatique jusqu'à devenir le système Automatic Camera Effects Systems (A.C.E.S.),.

## Le principe
Les cellulos sont placés à différentes hauteurs sur différents bancs-titres, des plaques de verre.
Le cellulo correspondant au décor est placé tout en bas derrière ceux correspondants aux différents personnages et éléments mobiles du plan. Ainsi, lorsqu'un élément se déplace, on n'est pas obligé de dessiner ou bouger toutes les cellulos mais seulement les éléments qui changent.
Il est aussi possible d'avoir des éclairages différents selon les hauteurs.
En haut du système, perchée à plus de 4 m de haut, une caméra photographie l'image finale une fois tous les ajustements faits.
On gagne alors en temps dans la fabrication du film et les éléments fixes ne donnent pas l'impression de vibration qui serait apparue s’ils avaient été redessinés à chaque image.